# 平安北道
平安北道（ピョンアンブクどう）は、朝鮮民主主義人民共和国（北朝鮮）北西部に位置する行政区。

## 地理
東は慈江道、南は平安南道に接する。西は黄海（朝鮮西海）に面し、北は鴨緑江を隔てて中華人民共和国（中国）と向かい合う。海沿いには平野が広がり、北東部には山がそびえたつ。
ダムが多く、鴨緑江本流にある水豊ダムは北朝鮮の電力生産の中心。亀城市や龍川郡では機械工業が盛ん。核開発関連疑惑の場所も多く、寧辺郡なども同道に属する。
2002年に、新義州市の一部ほか周辺行政区の一部が新義州特別行政区となった。

## 歴史
1896年に朝鮮半島の地域区分である朝鮮八道の平安道が南北に分割される事となり、新たに平安北道が誕生した。日本統治下にも平安北道として継承された。1954年、北朝鮮によって内陸部が慈江道として分割された。

## 平安北道の下位行政区画

### 市部
- 新義州市 - 신의주시【新義州市】Sinŭiju-si （シニジュ=シ、平安北道道都）
- 亀城市 - 구성시【龜城市】Kusŏng-si （クソン=シ）
- 定州市 - 정주시【定州市】Jŏngju-si （チョンジュ=シ）

### 郡部
- 昌城郡 - 창성군【昌城郡】Changsŏng-gun （チャンソン=グン）
- 枇峴郡 - 피현군【枇峴郡】Phihyŏn-gun （ピヒョン=グン）
- 龍川郡 - 룡천군【龍川郡】Ryongchŏn-gun （リョンチョン=グン）
- 塩州郡 - 염주군【鹽州郡】Yŏmju-gun （ヨムジュ=グン）
- 鉄山郡 - 철산군【鐵山郡】Chŏlsan-gun （チョルサン=グン）
- 東林郡 - 동림군【東林郡】Tongrim-gun （トンニム=グン）
- 宣川郡 - 선천군【宣川郡】Sŏnchŏn-gun （ソンチョン=グン）
- 郭山郡 - 곽산군【郭山郡】Kwaksan-gun （クァクサン=グン）
- 雲田郡 - 운전군【雲田郡】Unjŏn-gun （ウンジョン=グン）
- 博川郡 - 박천군【博川郡】Pakchŏn-gun （パクチョン=グン）
- 寧辺郡 - 녕변군【寧邊郡】Nyŏngbyŏn-gun （ニョンビョン=グン）
- 球場郡 - 구장군【球場郡】Kujang-gun （クジャン=グン）
- 香山郡 - 향산군【香山郡】Hyangsan-gun （ヒャンサン=グン）
- 雲山郡 - 운산군【雲山郡】Unsan-gun （ウンサン=グン）
- 泰川郡 - 태천군【泰川郡】Thaechŏn-gun （テチョン=グン）
- 天摩郡 - 천마군【天摩郡】Chŏnma-gun （チョンマ=グン）
- 義州郡 - 의주군【義州郡】Ŭiju-gun （ウィジュ=グン）
- 朔州郡 - 삭주군【朔州郡】Sakju-gun （サクチュ=グン）
- 大館郡 - 대관군【大館郡】Taegwan-gun （テグァン=グン）
- 東倉郡 - 동창군【東倉郡】Tongchang-gun （トンチャン=グン）
- 碧潼郡 - 벽동군【碧潼郡】Pyŏktong-gun （ピョクトン=グン）
- 薪島郡 - 신도군【薪島郡】Sinto-gun （シンド=グン）